# British Aerospace Jetstream
Dimensions
Le Jetstream est un avion à deux turbopropulseurs et cabine pressurisée construit par British Aerospace. Il est conçu sous le nom de Jetstream 31 à partir du Handley Page Jetstream.

## Développement
Scottish Aviation avait initialement pris en charge la production du Jetstream original, conçu par Handley Page. Lors de la nationalisation et du regroupement du constructeur avec d'autres entreprises au sein de British Aerospace en 1978, BAe jugea que la conception était bien plus avancée que le développement et commença à travailler sur un Jetstream de "troisième génération". De même que pour la version antérieure destinée à l'US Air Force, la nouvelle version fut re-motorisée avec des turbopropulseurs Garrett plus récents et offrant plus de puissance (dé-tarés à 1 020 ch/760 kW) ainsi que des intervalles plus longs entre les révisions comparé aux moteurs Turbomeca Astazou d'origine. Cela permit à l'appareil d'être proposé en une version de 18 sièges répartis en 2+1 sur six rangées. De plus, une injection d'eau-méthanol dans les moteurs fut disponible en option, autorisant une utilisation à pleine charge et depuis un plus grand nombre d'aérodromes, particulièrement dans l'intérieur des États-Unis et de l'Australie.
En résultat, le Jetstream 31 qui effectua son premier vol le 28 mars 1980. La certification britannique fut délivrée le 29 juin 1982. La nouvelle version s'avéra aussi populaire que l'avait espéré Handley Page pour la version originale, et plusieurs centaines de 31 furent construits durant les années 1980. En 1985, une amélioration supplémentaire concernant les moteurs fut élaborée, menant à l'apparition du Jetstream Super 31, également connu sous le nom de Jetstream 32. La production continua jusqu'en 1993, avec un total de 386 Jetstream 31 et 32 construits.
Quatre Jetstream 31 furent commandés par la Royal Navy en 1985 pour servir d'avions d'entraînement à la surveillance radar, sous le nom de Jetstream T.3. Mais ils furent ensuite utilisés pour le transport de personnalités.
En 1993, British Aerospace fit de Jetstream son nom de marque pour tous ses avions bimoteurs. L'entreprise construisit, outre les Jetstream 31 et 32, le proche Jetstream 41, ainsi que le BAe ATP/Jetstream 61 en partenariat. Le Jetstream 61 n'entra jamais en service, et conserva son nom commercial "ATP".
En décembre 2008, un total de 128 Jetstream 31 et 32 demeuraient en service. Parmi les principaux opérateurs de ces appareils figuraient : Pascan Aviation (13 appareils), Direktflyg (7), Vincent Aviation (4), Jet Air (4), Blue Islands (4), Sun Air of Scandinavia (3) et AIS Airlines (8). Près de 40 autres compagnies aériennes en exploitaient de plus petites flottes.
En juillet 2008, une équipe de BAE Systems incluant Cranfield Aerospace et le National Flight Laboratory Centre de l'université de Cranfield accomplit une avancée majeure dans le domaine des technologies et systèmes aériens sans équipage. L'équipe effectua une série de missions en vol totalisant 800 milles (1 290 km) avec un Jestream 31 spécialement modifié sans la moindre intervention humaine. Ce fut la première fois qu'une telle entreprise était réussie.

### Versions
- Jetstream 31 Airliner : avion régional de 18 ou 19 passagers
- Jetstream 31 Corporate : avion d'affaires de 12 passagers
- Jetstream 31EP : performances accrues
- Jetstream 31EZ : avion de patrouille maritimeBAe Jetstream 31EZ de surveillance radar de la Royal Navy.
- Jetstream Executive Shuttle : avion d'affaires de 12 passagers

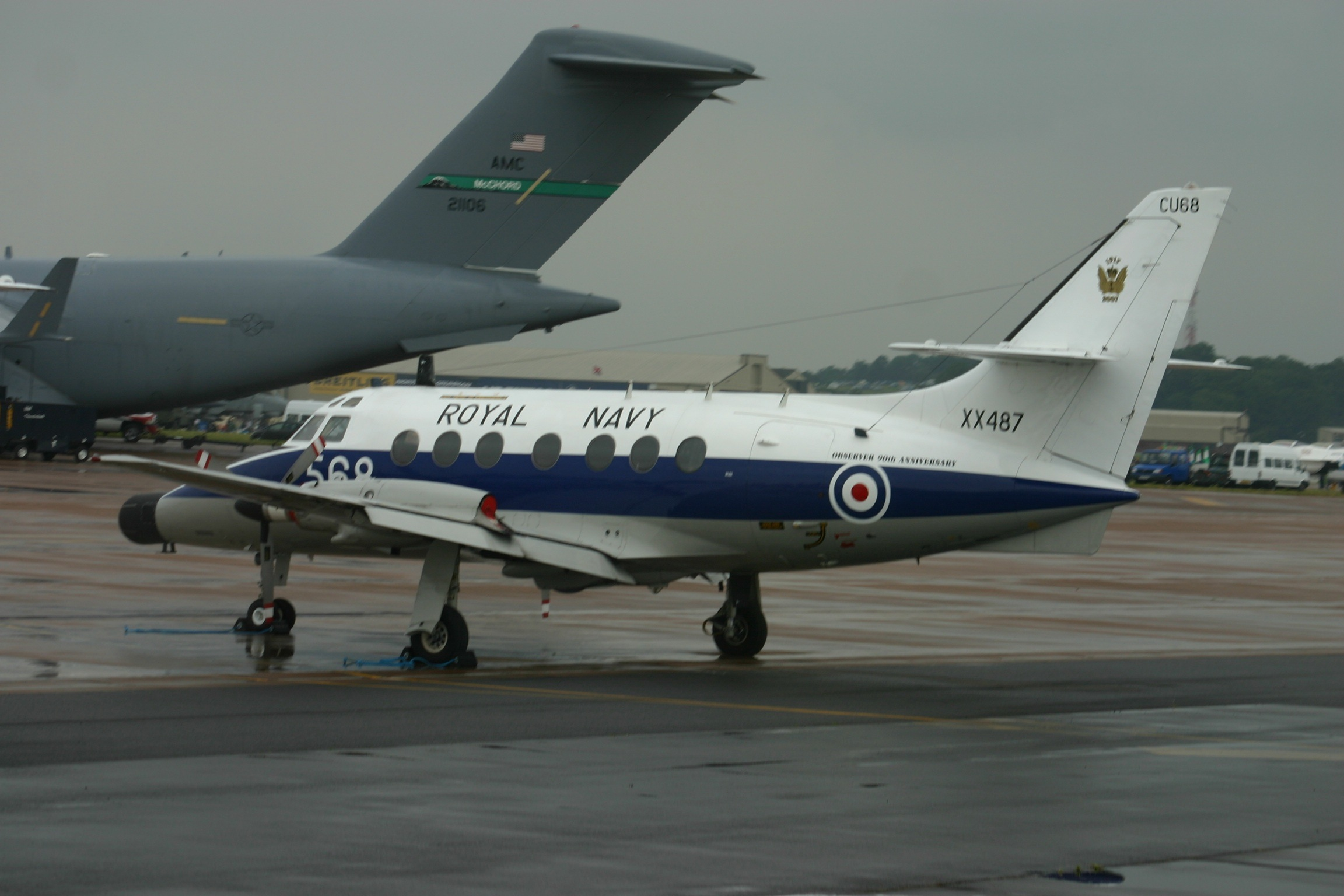
BAe Jetstream 31EZ de surveillance radar de la Royal Navy.

- Jetstream 31 Special : avion de transport utilitaire
- Jetstream 32EP : performances accrues, 19 passagers
- Jetstream QC (Quick Change) : modularité renforcée

## Opérateurs

### Opérateurs civils actuels

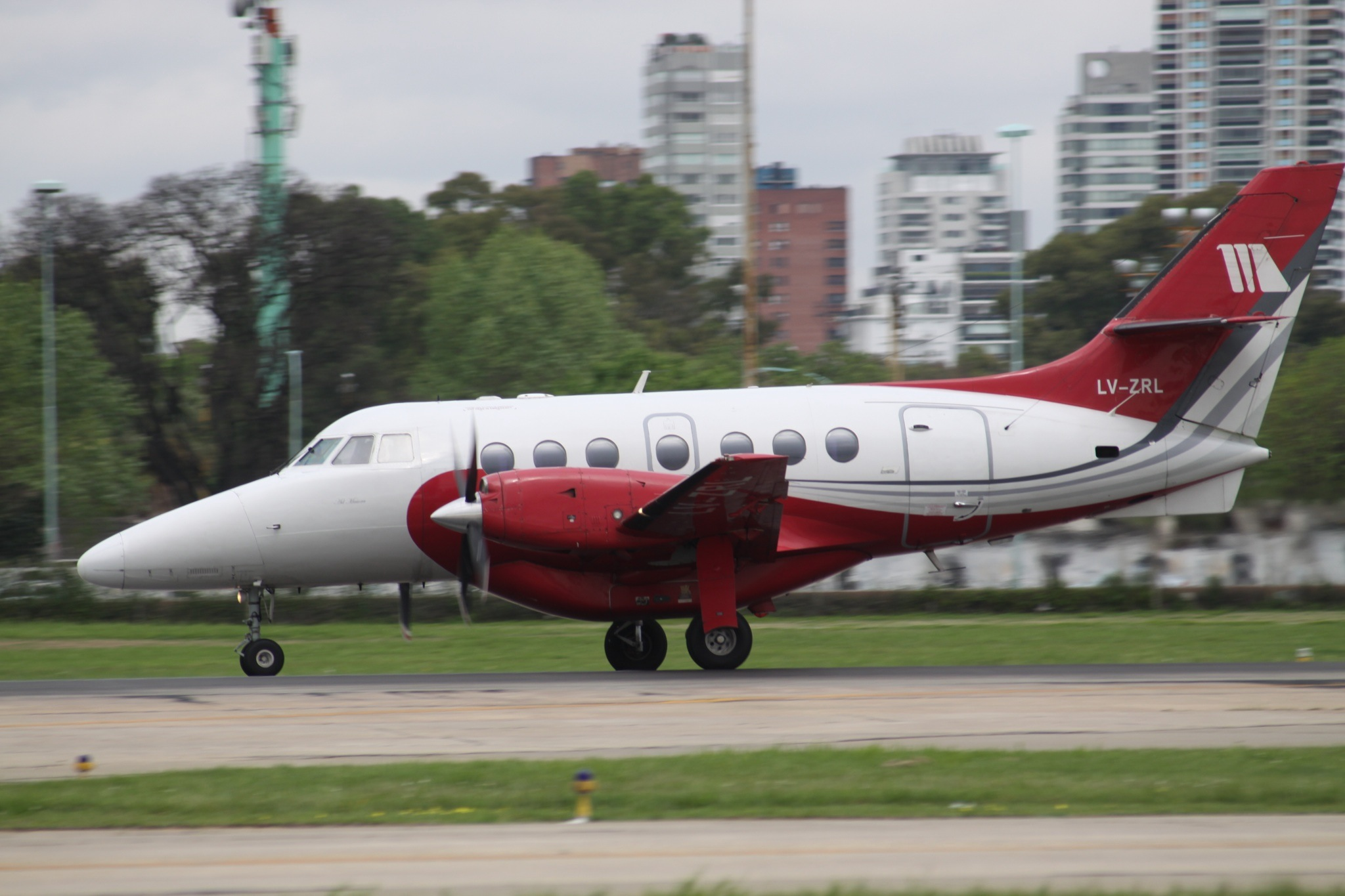
BAe Jetstream 31 de Macair Jet.

Argentine
- Aerochaco
- Macair JetBAe Jetstream 31 de Macair Jet.

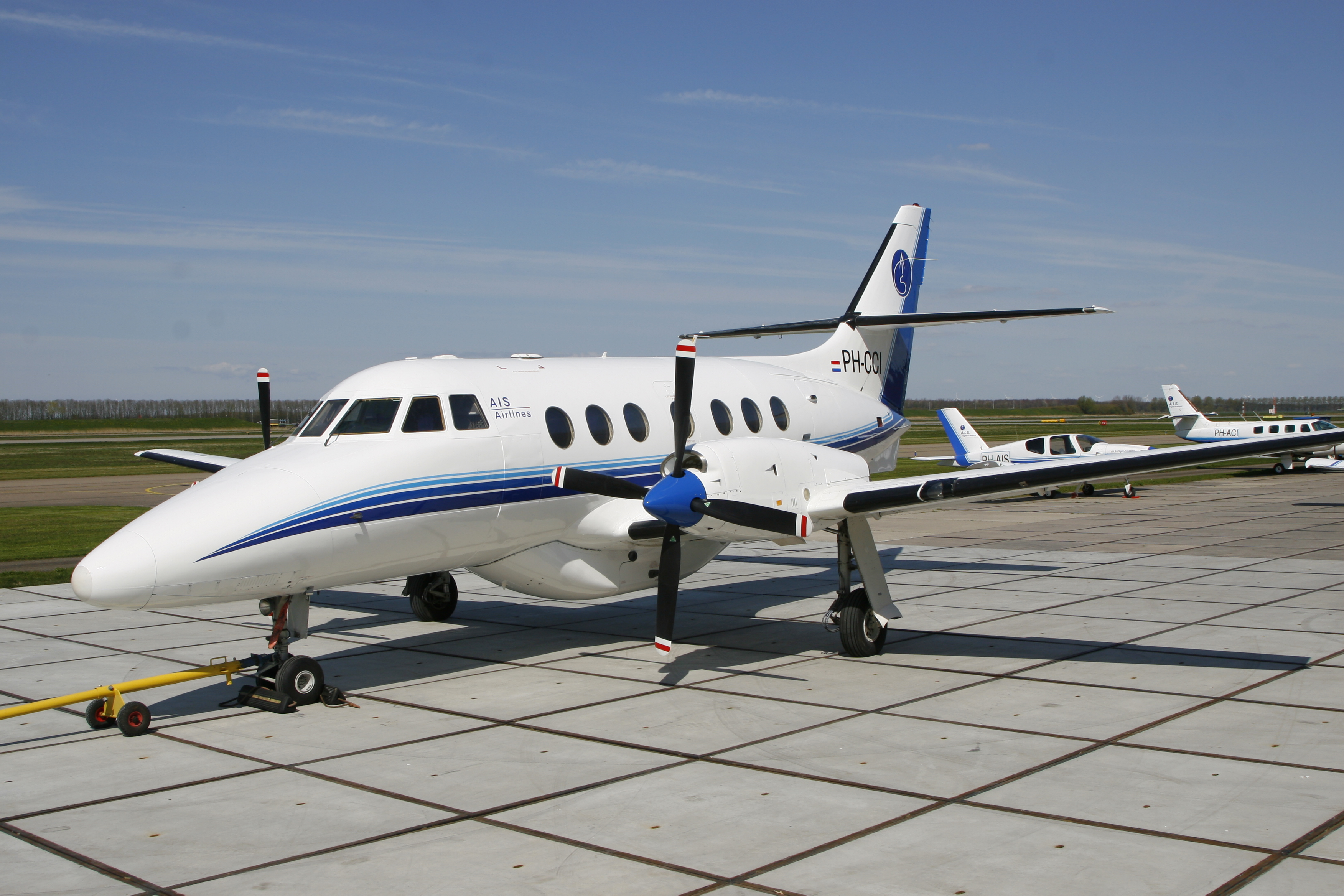
Un Jetstream 32 d'AIS Airlines à l'aéroport de Lelystad.

 Australie
- de Bruin Air
- FlyPelican

 Canada
- Integra Air
- Pascan Aviation
- Starlink Aviation
- East Coast Airways
- Northwestern Air Lease
- InfinitAir

 Colombie
- Aerolínea de Antioquia
- SARPA
- EasyFly
- Horizontal de aviación

 République dominicaine
- Aerolíneas Mas

 Estonie
- Avies

 Sri Lanka
- Daya Aviation

 Guernesey
- Blue Islands

 Haïti
- Tortug Air

 Honduras
- Aerolineas Sosa
- Lanhsa Airlines

 Islande
- Flugfélagið Ernir

 Jamaïque
- Skylan Airways

 Mexique
- Aero Pacífico

 Pays-Bas
- AIS AirlinesUn Jetstream 32 d'AIS Airlines à l'aéroport de Lelystad.

 Nouvelle-Zélande
- Inflite Charters Ltd
- Originair
- Vincent Aviation

 Norvège
- Helitrans

 Philippines
- Mid-Sea Express

 Portugal
- Aero VIP

 Espagne
- Ryjet (es)

 Suède
- Barents Airlink
- Direktflyg

 Turquie
- Redstar Aviation

 Royaume-Uni
- Amber Airways
- Cranfield University
- Links Air

 Venezuela
- Sundance Air Venezuela

 Zambie
- Proflight Zambia
- Briko air services

### Opérateurs militaires actuels
Bolivie
- Force Aérienne Bolivienne

 Arabie saoudite
- Force Aérienne Royale Saoudienne

### Anciens opérateurs militaires
Royaume-Uni
- Royal Air Force
- Royal Navy (retirés en 2011)

## Accidents et incidents impliquant des Jetstream
- 26 décembre 1989 :  un Jetstream 31 de North Pacific Airlines (pour le compte de United Express), le vol 2415, s'écrase lors de son approche sur l'aéroport régional de Tri-Cities, dans l'État de Washington, ne laissant aucun survivant parmi les six passagers et membres d'équipage à bord. La cause de l'accident est attribuée à l'accumulation de givre sur les ailes et des erreurs de pilotage, qui ont conduit à un décrochage et une perte de contrôle à basse altitude

- 1er décembre 1993 : le Jetstream 31 N334PX d'Express Airlines opéré par la Northwest Airlink (vol 5719) s'écrase à Hibbing dans le Minnesota, tuant les 16 passagers et les 2 membres d'équipage à bord. La cause de l'accident est attribuée aux pilotes menant à une collision avec le sol en vol contrôlé. L'accident est raconté dans un épisode de la série documentaire Air Crash (aussi connue sous le nom de Dangers dans le ciel).

- 13 décembre 1994 : un Jetstream 32 de Flagship Airlines (pour le compte d'American Eagle), le vol 3379, s'écrase lors d'une approche interrompue sur l'Aéroport international de Raleigh-Durham en Caroline du Nord. Les deux pilotes et treize des dix-huit passagers périssent dans l'accident. Le crash a été provoqué par une mauvaise interprétation d'un voyant d'alerte par le commandant de bord, qui a pensé qu'un des moteurs était tombé en panne. L'équipage a donc laissé l'avion ralentir jusqu'à un décrochage, et n'ont pas suivi les procédures pour la remise des gaz et pour sortir du décrochage. Une mauvaise formation des pilotes par la compagnie aérienne est également responsable du crash.

- 19 octobre 2004 : un Jetstream 32 de la compagnie mexicaine Aerocaribe, effectuant le vol 7831, s'écrase dans une zone montagneuse près de Chulum Juárez, tuant les 19 passagers et membres d'équipage à bord. La cause de l'accident est attribuée aux mauvaises conditions météorologiques et aux pilotes, qui ont conduit l'avion à s'écarter de leur trajectoire de vol, conduisant à une collision avec le relief.

- 19 octobre 2004 : un Jetstream 32 de Corporate Airlines (pour le compte d'American Connection), le vol 5966, s'écrase lors de son approche sur l'aéroport régional de Kirksville, dans le Missouri, tuant les deux pilotes et onze des treize passagers à bord. Les pilotes sont descendus sous l'altitude minimale de sécurité jusqu'à l'impact avec des arbres. Ces derniers n'ont pas suivi les procédures adéquates pour l'approche de l'avion sur l'aéroport en raison notamment de leur fatigue ainsi que d'un manque d'attention et de professionnalisme.

- 23 janvier 2024 : Un Jetstream 32 de Northwestern Air s’écrase juste après son décollage de Fort Smith dans les Territoires du Nord-Ouest, tuant 10 des 11 personnes dont les pilotes et un seul survivant sur les passagers[1].
- 17 mars 2025 : un Jetstream 32 de Aerolínea Lanhsa (en) transportant dix-huit personnes fait une sortie de piste au décollage de l'aéroport de Roatán au Honduras avant de s’abîmer en mer des Caraïbes[2]. Au moins douze personnes sont mortes dont le musicien Aurelio Martínez[3].